# Championnat de Thaïlande de football 2022-2023
Navigation
2021-2022 2023-2024
La saison 2022-2023 de la Thai League 1 est la vingt-sixième édition du championnat de Thaïlande de football et la cinquième sous l'appellation « Thai League 1 ». 
Buriram United est le tenant du titre.

## Compétition
Le championnat également appelé Hilux Revo Thai League pour des raisons de sponsoring commence le 12 août 2022. Auparavant, le 6 août 2022, Bangkok Glass Football Club remporte la Supercoupe contre le champion sortant Buriram United.
À cause du changement de format de la Ligue des champions 2023-2024, seul le champion de cette saison est qualifié pour la compétition continentale.
Les deux autres places sont déjà attribuées via le championnat 2021-2022, soit en phase de groupe de la Ligue des champions 2023-2024, pour le champion 2022, Buriram United, quant au vice-champion, Bangkok Glass Football Club, une place dans les tours de qualification est assurée.

## Classement
| Rang | Équipe                    | Pts | J  | G  | N  | P  | Bp | Bc | Diff |
| ---- | ------------------------- | --- | -- | -- | -- | -- | -- | -- | ---- |
| 1    | Buriram United T C        | 74  | 30 | 23 | 5  | 2  | 75 | 27 | +48  |
| 2    | Bangkok United            | 62  | 30 | 19 | 5  | 6  | 55 | 22 | +33  |
| 3    | Port FC                   | 52  | 30 | 14 | 10 | 6  | 52 | 38 | +14  |
| 4    | Muangthong United         | 50  | 30 | 14 | 8  | 8  | 56 | 37 | +19  |
| 5    | Chiangrai United          | 44  | 30 | 12 | 8  | 10 | 44 | 42 | +2   |
| 6    | Chonburi FC               | 43  | 30 | 13 | 4  | 13 | 46 | 38 | +8   |
| 7    | Police Tero Football Club | 43  | 30 | 11 | 10 | 9  | 41 | 43 | -2   |
| 8    | Ratchaburi Mitr Phol      | 41  | 30 | 10 | 11 | 9  | 32 | 29 | +3   |
| 9    | BG Pathum United          | 41  | 30 | 12 | 5  | 13 | 42 | 39 | +3   |
| 10   | Lamphun Warriors FC P     | 36  | 30 | 9  | 9  | 12 | 27 | 36 | -9   |
| 11   | PT Prachuap               | 35  | 30 | 9  | 8  | 13 | 44 | 51 | -7   |
| 12   | Sukhothai Football Club P | 34  | 30 | 8  | 10 | 12 | 27 | 43 | -16  |
| 13   | Khon Kaen United FC       | 33  | 30 | 7  | 12 | 11 | 24 | 42 | -18  |
| 14   | Nakhon Ratchasima FC      | 29  | 30 | 7  | 8  | 15 | 31 | 53 | -22  |
| 15   | Nongbua Pitchaya FC       | 21  | 30 | 5  | 6  | 19 | 27 | 47 | -20  |
| 16   | Lampang FC P              | 19  | 30 | 4  | 7  | 19 | 24 | 60 | -36  |

|  | Qualification pour la Ligue des champions 2023-2024                                                 |
|  | Qualification pour la Ligue des champions 2023-2024, tour de qualification                          |
|  | Relégation en Thai League 2                                                                         |
|  | T : Tenant du titre C : Vainqueur de la Coupe de Thaïlande 2023 P : Club promu de deuxième division |

- En cas d'égalité de points, le critère de départage est le nombre de points en confrontations directes.

## Bilan de la saison
| Championnat de Thaïlande de football 2022-2023 |                                                  |
| Champion                                       | Buriram United (9e titre)                        |
| Coupes et trophées                             |                                                  |
| Vainqueur de la Coupe de Thaïlande 2022-2023   | Buriram United                                   |
| Qualifications continentales                   |                                                  |
| Ligue des champions de l'AFC 2023-2024         | Buriram United (champion 2021-2022 et 2022-2023) |
| Ligue des champions de l'AFC 2023-2024         | Bangkok United                                   |
| Ligue des champions de l'AFC 2023-2024         | Port FC                                          |
| Ligue des champions de l'AFC 2023-2024         | BG Pathum United (vice-champion 2022-2023)       |
| Promotions et relégations                      |                                                  |
| Promus en Thaï League 1                        | Nakhon Pathom United Football Club               |
| Promus en Thaï League 1                        | Trat FC                                          |
| Promus en Thaï League 1                        | Uthai Thani FC                                   |
| Relégués en Thaï League 2                      | Nakhon Ratchasima FC                             |
| Relégués en Thaï League 2                      | Nongbua Pitchaya                                 |
| Relégués en Thaï League 2                      | Lampang                                          |